# Gottfried I. (Gâtinais)
Gottfried I. (franz.: Geoffroy; † nach 991) war der erste bekannte Graf von Gâtinais im 10. Jahrhundert.
Graf Gottfried wird genannt in einer Urkunde König Ludwigs V., ausgestellt am 9. Juni 979. Zwischen den Jahren 985 und 987 bezeugte er eine Schenkungsurkunde des Tédouin an die Abtei Saint-Père von Chartres. Außerdem wurde er in Urkunden der Könige Hugo Capet und Robert II. aus den Jahren 990 und 991 genannt.
Gottfried war verheiratet mit Beatrix, einer Tochter des Grafen Aubry II. von Mâcon aus dem Haus Mâcon, ihr gemeinsamer Sohn war Graf Aubry von Gâtinais. Nach seinem Tod heiratete Beatrix einen Hugo von Le Perche (Hugonis Pertice).

## Herkunft
Ein Brief des Abts Abbo von Saint-Benoît-de-Fleury an Papst Gregor V. aus dem Jahr 997 lässt Vermutungen ob der familiären Herkunft des Grafen Gottfried I. von Gâtinais zu. In dem Brief erbittet der Abt vom Papst die Verhängung des Kirchenbanns gegen einen Qauz, nepos Wal comitis de castro Nantonis,…, wohl wegen dessen Aktivitäten gegen die Abtei. Die beiden genannten Personennamen werden allgemein als Q[u]auzfridus (Gottfried) und Walterius (Gautier) identifiziert.
Ferdinand Lot vermutet, dass Wal[terius] identisch mit dem Grafen Gautier I. von Valois ist und das Gottfried I. von Gâtinais folglich dessen Neffe war. Christian Settipani wiederum sieht in Wal[terius] den Grafen Gautier II. von Valois als älteren Bruder Graf Gottfrieds I., der nach dessen Tod die Regentschaft im Gâtinais für den wohl noch unmündigen Aubry übernommen habe. Q[u]auzfridus hingegen sei ein älterer Sohn Gottfrieds I. gewesen, der gegen seinen Onkel Wal[terius] revoltiert habe. Edouard de Saint-Phalle identifiziert Q[u]auzfridus außerdem mit Graf Gottfried I. von Joigny (Haus Joigny).
Edouard de Saint-Phalle stellte außerdem die These auf, wonach der Graf Aubry II. von Mâcon identisch mit einem erwähnten Vizegrafen Aubry von Orléans gewesen sei. Durch die Heirat mit dessen Tochter wäre Gottfried I. in den Besitz der Gebiete gelangt, aus denen das Gâtinais hervorgegangen sei. Diese These wird allerdings von keinem zeitnahen Beleg gestützt.

## Weblink
- Comtes de Gâtinais bei fmg.ac (englisch)

| Vorgänger | Amt                                | Nachfolger               |
| --------- | ---------------------------------- | ------------------------ |
| —         | Graf von Gâtinais vor 979–nach 991 | Aubry (oder Wal[terius]) |

| Personendaten    | Personendaten     |
| ---------------- | ----------------- |
| NAME             | Gottfried I.      |
| ALTERNATIVNAMEN  | Geoffroy          |
| KURZBESCHREIBUNG | Graf von Gâtinais |
| GEBURTSDATUM     | vor 979           |
| STERBEDATUM      | nach 991          |